# Charles Findlay Davidson
Charles Findlay Davidson (Monifieth, 16 de julho de 1911 – 1 de novembro de 1967) foi um geólogo britânico.
Davidson estudou geologia e mineralogia na Universidade de St. Andrews, obtendo o diploma em 1933. Durante a Segunda Guerra Mundial aconselhou os serviços secretos britânicos como geólogo militar e em 1944 tornou-se geólogo-chefe de uma unidade especial da British Geological Survey (posteriormente designada para a Divisão de Energia Atômica), que deveria procurar urânio para as armas nucleares aliadas e o programa de energia nuclear. No início da década de 1950 esteve envolvido na descoberta de grandes depósitos de urânio no Canadá (pelo geólogo Franc Joubon). Em 1955 tornou-se professor de geologia e mineralogia na Universidade de St. Andrews, onde permaneceu até sua morte.
Em 1935 foi eleito fellow da Sociedade Real de Edimburgo. Recebeu a Medalha Lyell de 1965.